# CKPTO Hipopotam
CKPTO Hipopotam – prototypowy ciężki, pływający kołowy transporter opancerzony opracowany przez polskie konsorcjum, w którym rolę lidera pełni firma AMZ-Kutno.
Transporter Hipopotam został opracowany jako uzupełnienie używanych w Wojsku Polskim pojazdów KTO Rosomak. Pojazd został opracowany w ramach projektu finansowanego ze środków Ministra Nauki i Szkolnictwa Wyższego, wybranego w XII konkursie na realizację projektów rozwojowych. Za realizację tego projektu odpowiada konsorcjum składające się z lidera – AMZ-Kutno i Wojskowego Instytutu Techniki Inżynieryjnej we Wrocławiu, Wojskowego Instytutu Techniki Pancernej i Samochodowej w Sulejówku, Wojskowej Akademii Technicznej, Przemysłowego Instytutu Motoryzacji w Warszawie oraz Politechniki Gdańskiej
Pierwszą wizję komputerową oraz makietę nowego pojazdu zaprezentowano w roku 2011. W tym samym roku rozpoczęto również budowę prototypu, którą zakończono w roku 2012. Prototyp w wersji KTRI (Kołowy Transporter Rozpoznania Inżynieryjnego) został zaprezentowany we wrześniu 2012 roku na targach MSPO.
W przeciwieństwie do innych pojazdów zaprojektowanych przez AMZ Kutno Hipopotam nie powstał na bazie komercyjnego podwozia, lecz konstrukcja ramy, zawieszenia czy elementy przeniesienia napędu zostały wykonane specjalnie dla nowego pojazdu.
Hipopotam jest dużo większym pojazdem od Rosomaka i dużym wyzwaniem było zapewnienie mu odpowiedniej pływalności. Napęd w wodzie zapewniają dwa pędniki strugowodne UltraJet firmy Ultra Dynamics Ltd., każdy o mocy 90kW. Napędzane są one za pomocą przekładni firmy Timoney Technologies Ltd. Badania pływalności pojazdu przeprowadzane były na basenie modelowym Politechniki Gdańskiej. Konstrukcja pojazdu ma zapewnić pływalność przy obciążeniu do 26 t.
Opancerzenie pojazdu jest na poziomie IV według normy STANAG 4569, co z zapewnia z 90% prawdopodobieństwem ochronę przed skutkami ostrzału pociskami przeciwpancernymi kal. 14,5x114 mm B32 z odległości 200 m przy prędkości 911 m/s.
W pierwotnym projekcie Hipopotam ma być kołowym transporterem rozpoznania inżynieryjnego. Wcześniej w tej roli widziano odpowiednio zmodyfikowany transporter Ryś, jednakże to podwozie nie spełniło oczekiwań. Właśnie w tym wariancie opracowano pierwszy prototyp mieszczący pięcioosobową załogę (dowódca, kierowca-mechanik, dwóch zwiadowców saperów oraz zwiadowca-chemik) oraz odpowiedni sprzęt specjalistyczny.
Jednakże, na podwoziu pojazdu po odpowiednich modyfikacjach można zbudować inne warianty, np. Wóz Wsparcia Technicznego lub Mobilna Haubica.